# Aphodius hyxos
Aphodius hyxos es una especie de coleóptero de la familia Scarabaeidae.

## Distribución geográfica
Habita en el paleártico: la Europa mediterránea, Oriente Próximo y el norte de África.